# Тимощук Григорій
Гриць (Григорій) Тимощук (5 лютого 1882, с. Глушків, нині Городенківського району — 1948) — український громадсько-політичний діяч, педагог, дипломат. Делегат Української Національної Ради ЗУНР

## Життєпис
Народився 5 лютого 1882 року в селі Глушкові, нині Городенківського району, Івано-Франківська область, Україна (тоді Королівство Галичини та Володимирії, Австро-Угорщина).
У 1901 році закінчив із відзнакою цісарсько-королівську Коломийську гімназію з руською (українською) мовою навчання. Працював учителем Коломийської гімназії, діяч УНДП. Делегат Української Національної Ради ЗУНР, представляв Коломийський повіт.
У березні-квітні 1919 році член спеціальної дипломатичної місії ЗУНР, що перебувала в Бухаресті на чолі з доктором наук Степаном Витвицьким, експерта — професором Сидором Цуркановичем та перекладачем Олександром Кульчицьким. Місія вела переговори з міністром закордонних справ Румунії Йонел Братіану та керівником французької військової місії в Румунії генералом Анрі Бертело щодо Буковини, ліквідації загрози окупації Румунією Східної Галичини та спільних дій проти більшовиків.